# Canararctia
Canararctia là một chi bướm đêm thuộc phân họ Arctiinae, họ Erebidae.

## Các loài
- Canararctia rufescens Brullé, 1836